# Radula fernandezana
Radula fernandezana là một loài rêu trong họ Radulaceae. Loài này được Stephani mô tả khoa học đầu tiên.
Danh pháp khoa học của loài này chưa được làm sáng tỏ. 